# Ufentina
La tribu Ufentina va ser una de les 35 tribus romanes amb dret de vot a l'Assemblea Tribal Romana. Aquesta tribu es va crear als voltants de l'any 307 aC cap al final de la Segona Guerra Samnita, quan es va incorporar a la República Romana el territori de la vall del riu Oufens o Ufens, prop de la ciutat de Terracina.